# Groton (Nowy Jork)
Groton – miasto w Stanach Zjednoczonych, w stanie Nowy Jork, w hrabstwie Tompkins.